# Autoserica adumana
Autoserica adumana är en skalbaggsart som beskrevs av Brenske 1902. Autoserica adumana ingår i släktet Autoserica och familjen Melolonthidae. Inga underarter finns listade.